# Pigrotter
Pigrotter (Echimyidae) er en familie af gnavere som er udbredt i Mellemamerika og Sydamerika. Mange af arterne i familien har pigge eller stive hår på kroppen, som tjener til beskyttelse.
Blandt familiens arter er guira, panserrotte og rabudo. 

## Slægter
Familien indeholder følgende slægter med nulevende arter:
- Dactylomys
- Kannabateomys
- Olallamys
- Hoplomys
- Lonchothrix
- Mesomys
- Proechimys
- Thrichomys
- Trinomys
- Carterodon
- Clyomys
- Euryzygomatomys
- Callistomys
- Diplomys
- Echimys
- Isothrix
- Makalata
- Pattonomys
- Phyllomys
- Santamartamys

### Uddøde slægter
Følgende slægter har ingen nulevende arter:
- †Cercomys
- †Maruchito
- †Paulacoutomys
- †Willidewu
- †Adelphomys
- †Deseadomys
- †Paradelphomys
- †Stichomys
- †Xylechimys
- †Boromys
- †Brotomys
- †Heteropsomys
- †Puertoricomys
- †Acarechimys
- †Chasichimys
- †Eumysops
- †Palaeoechimys
- †Pampamys
- †Pattersomys
- †Protacaremys
- †Protadelphomys
- †Sallamys